# Station Hamburg-Neugraben
Station Hamburg-Neugraben (Bahnhof Hamburg-Neugraben, kort Bahnhof Neugraben) is een spoorwegstation in het stadsdeel Neugraben-Fischbek van de Duitse plaats Hamburg, in de gelijknamige stadstaat. Het station ligt aan de spoorlijn Hamburg Hauptbahnhof - Hamburg-Neugraben en de spoorlijn Lehrte - Cuxhaven. Ten oosten van het station splitst de S-Bahnlijn af van de hoofdspoorlijn. Daardoor moeten hier de S-Bahntreinen overschakelen van de bovenleiding naar de derde rail. Vervolgens passeren de S-Bahntreinen een klein opstelterrein bestaande uit vier kopsporen. Hier keren de treinen van de S31 wanneer deze in de spits doorrijden naar Neugraben. Het station heeft drie perrons, één eilandperron met twee perronsporen ligt aan de hoofdspoorlijn, maar deze wordt niet meer planmatig gebruikt. Voor de S-Bahn zijn er twee perrons beschikbaar met drie perronsporen (één langsperron, één eilandperron). De S-Bahn wordt gereden door DB Regio.

## Treinverbindingen
De volgende treinseries doen station Hamburg-Neugraben aan:
| Serie | Treinsoort        | Route | Bijzonderheden |
| ----- | ----------------- | --- | -------------- |
|       | S-Bahn (DB Regio) | Pinneberg – Elbgaustraße – Eidelstedt – Altona – Hauptbahnhof – Harburg – Harburg Rathaus – Neugraben          |                |
|       | S-Bahn (DB Regio) | Elbgaustraße – Eidelstedt – Dammtor – Hauptbahnhof – Harburg – Harburg Rathaus – Neugraben – Buxtehude – Stade |                |

Hamburg Hauptbahnhof ·
Hamburg-Hammerbrook ·
Hamburg-Veddel · 
Hamburg-Wilhelmsburg ·
Hamburg-Harburg ·
Hamburg-Harburg Rathaus ·
Hamburg-Heimfeld ·
Hamburg-Neuwiedenthal ·
Hamburg-Neugraben